# Championnats d'Europe de char à voile 1972
Navigation
1971 1973
Les 10e championnats d'Europe de char à voile 1972, organisés par le pays hôte sous l'égide de la fédération internationale du char à voile, se sont déroulés à Ostdunkerque dans la province de Flandre-Occidentale en Belgique,.

## Podiums
| Épreuve  | Or                | Argent              | Bronze         |
| Classe 1 | Uwe Schröder      | Bertrand Deflandre  | Hans Lindemann |
| Classe 2 | Pierre Nyssens    | Jean-Jacques Sensey | Christian Nau  |
| Classe 3 | Alain Houtsaegher | Jan Leye            | W. Loones      |

| Épreuve | Or          | Argent            | Bronze         |
| Femmes  | Helga Junge | Catherine Alotaux | Brigitte Lange |

## Tableau des médailles par nation
| Rang | Nation    | Or | Argent | Bronze | Total |
| ---- | --------- | -- | ------ | ------ | ----- |
| 1    | Belgique  | 2  | 2      | 1      | 5     |
| 2    | Allemagne | 1  | -      | 1      | 2     |
| 3    | France    | -  | 1      | 1      | 2     |

| Rang | Nation    | Or | Argent | Bronze | Total |
| ---- | --------- | -- | ------ | ------ | ----- |
| 1    | Allemagne | 1  | -      | -      | 1     |
| 2    | Belgique  | -  | 1      | 1      | 2     |